# بودرة العفريت
بودرة العفريت (الاسم العلمي: Lagunaria  patersonii)، هو نبات ينتمي إلى خبازية (فصيلة: Malvaceae). هذه الشجرة أكثر تحملاً للجفاف من جنس Lagunaria، وكذلك تنمو في المواقع المشمسة والمناخ الصحراوي الحار كما لو كانت في موطنها الأصلي شرق أستراليا. وتنمو هذه الشجرة في المناطق الصخرية والحصوية وكذلك في الترب
العميقة. والشجرة في بداية نموها ضيقة ومخروطية ثم تتسع بعد ذلك قمتها التاجية، واسم النبات يعود إلى تضخم
قاعدتها الساقية لحفظ الماء كي تتكيف أثناء انقطاع الأمطار لفترة طويلة، كما أنها تنمو بسرعة عند الري وقد يصل
ارتفاعها إلى 10 م، ونحو 20 م في موطنها الأصلي.